# Salvatore Rossini

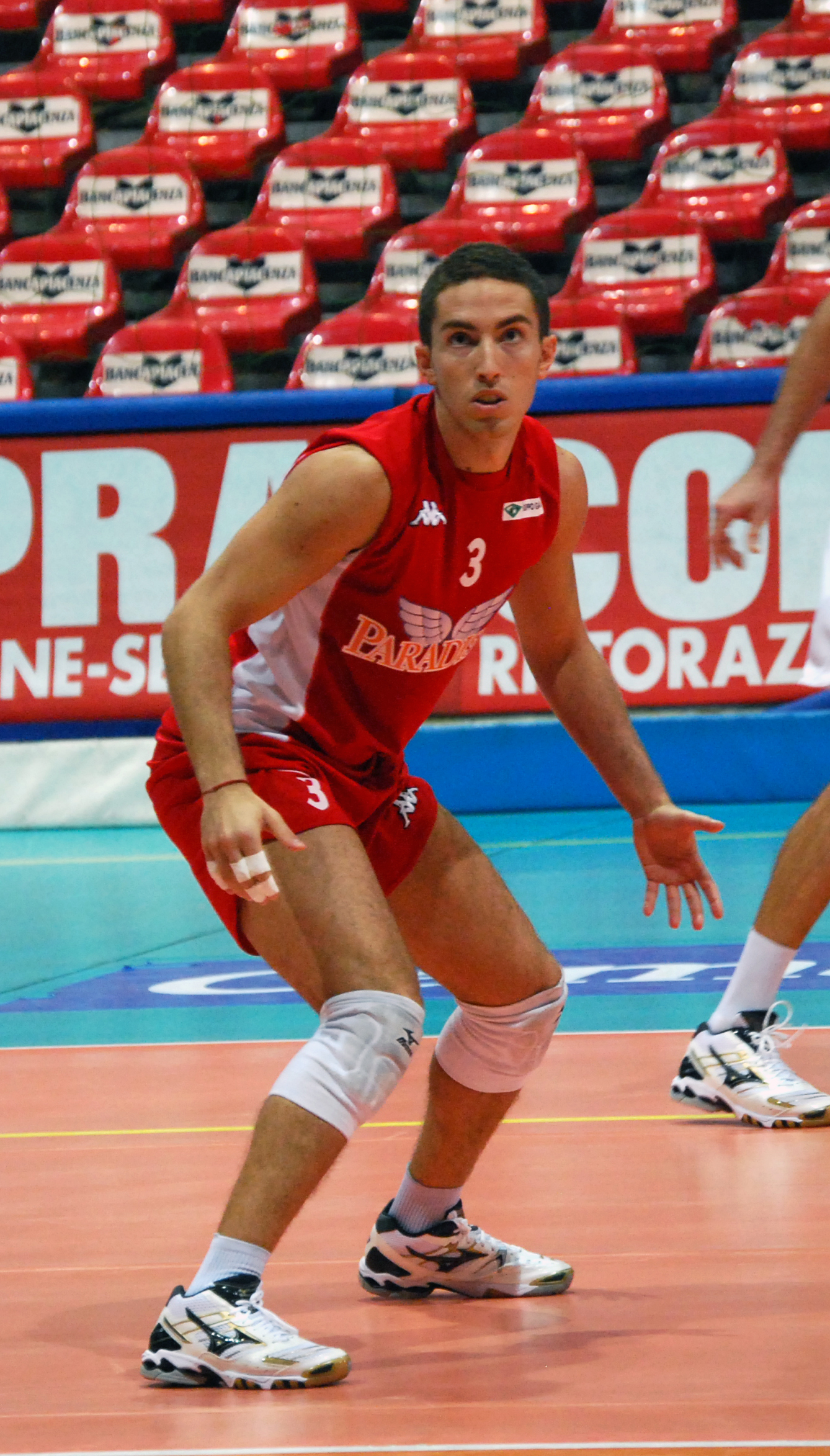
Salvatore Rossini zawodnikiem Acqua Paradiso Monza Brianza

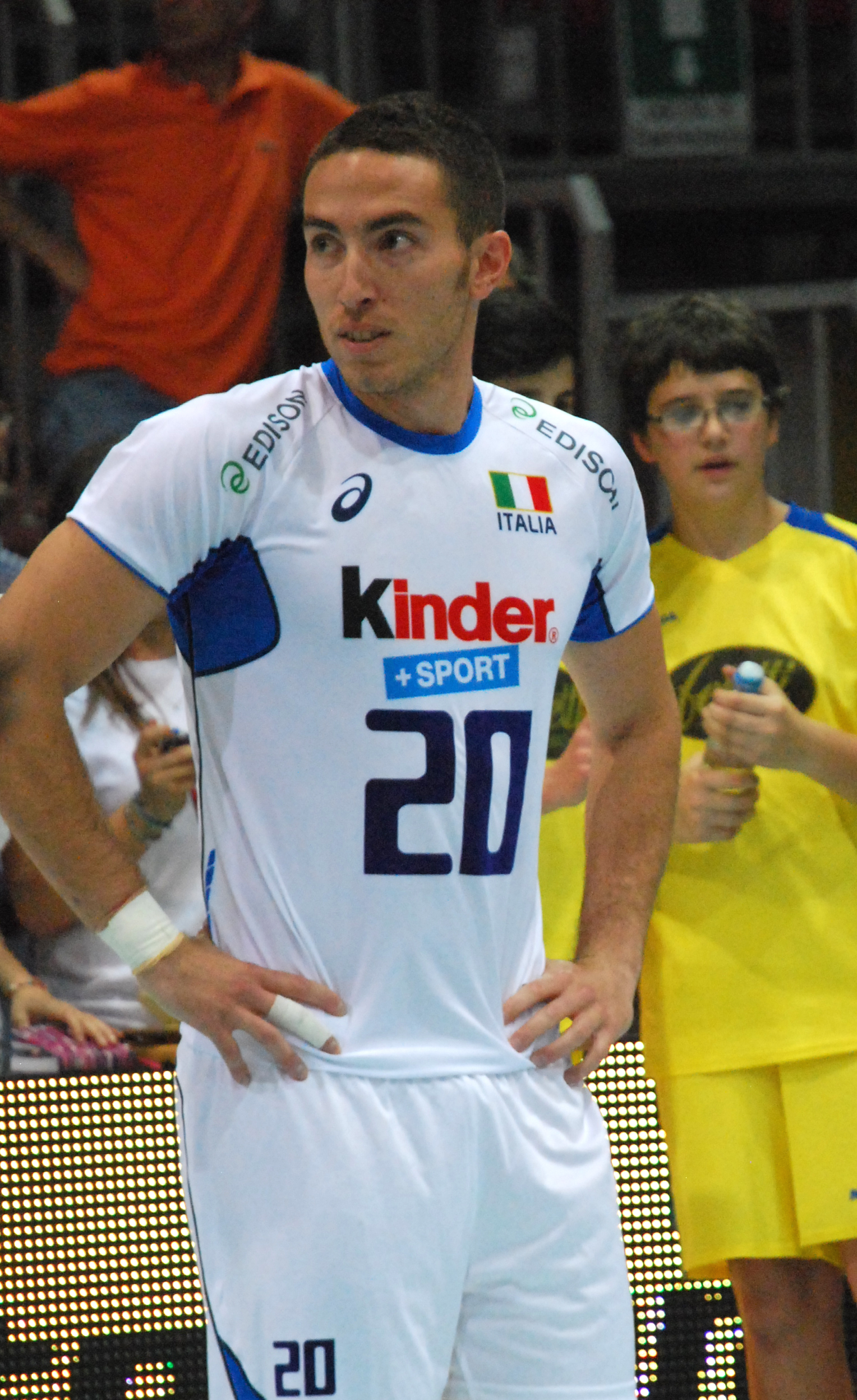
Salvatore Rossini reprezentantem Włoch w 2013 roku

Salvatore Rossini (ur. 13 lipca 1986 w Formia) – włoski siatkarz, reprezentant kraju, grający na pozycji libero.
Posiada tytuł magistra inżyniera.

## Kariera klubowa
| Kariera juniorska | Kariera juniorska              | Kariera juniorska | Kariera juniorska | Kariera juniorska | Kariera juniorska | Kariera juniorska | Kariera juniorska | Kariera juniorska | Kariera juniorska | Kariera juniorska |
| ----------------- | ------------------------------ | ----------------- | ----------------- | ----------------- | ----------------- | ----------------- | ----------------- | ----------------- | ----------------- | ----------------- |
| Lata              | Klub                           |                   |                   |                   |                   |                   |                   |                   |                   |                   |
| 2003–2005         | Hydra Volley Latina            |                   |                   |                   |                   |                   |                   |                   |                   |                   |
| Kariera seniorska |                                |                   |                   |                   |                   |                   |                   |                   |                   |                   |
| Lata              | Klub                           |                   |                   |                   |                   |                   |                   |                   |                   |                   |
| 2005–2006         | Erreplast Aversa               |                   |                   |                   |                   |                   |                   |                   |                   |                   |
| 2006–2007         | Cus Catania                    |                   |                   |                   |                   |                   |                   |                   |                   |                   |
| 2007–2009         | Globo Sora                     |                   |                   |                   |                   |                   |                   |                   |                   |                   |
| 2009–2010         | Cortona Volley                 |                   |                   |                   |                   |                   |                   |                   |                   |                   |
| 2010–2011         | Gherardi SVI Città di Castello |                   |                   |                   |                   |                   |                   |                   |                   |                   |
| 2011–2012         | Acqua Paradiso Monza Brianza   |                   |                   |                   |                   |                   |                   |                   |                   |                   |
| 2012–2014         | Andreoli Latina                |                   |                   |                   |                   |                   |                   |                   |                   |                   |
| 2014–2020         | Azimut Leo Shoes Modena        |                   |                   |                   |                   |                   |                   |                   |                   |                   |
| 2020–2021         | Itas Trentino                  |                   |                   |                   |                   |                   |                   |                   |                   |                   |
| 2021–2023         | Leo Shoes PerkinElmer Modena   |                   |                   |                   |                   |                   |                   |                   |                   |                   |
| 2023–             | Evolution Green Aversa         |                   |                   |                   |                   |                   |                   |                   |                   |                   |

## Sukcesy klubowe
Puchar CEV:
- 2023[3]
- 2013

Puchar Challenge:
- 2014

Puchar Włoch:
- 2015, 2016

Mistrzostwo Włoch:
- 2016
- 2015

Superpuchar Włoch:
- 2015, 2016, 2018

Liga Mistrzów:
- 2021

## Sukcesy reprezentacyjne
Liga Światowa:
- 2013, 2014

Mistrzostwa Europy:
- 2013
- 2015

Puchar Wielkich Mistrzów:
- 2013

Puchar Świata:
- 2015

Igrzyska Olimpijskie:
- 2016

## Nagrody indywidualne
- 2014: Najlepszy libero Ligi Światowej